# 詹妮弗·卡普秋
詹妮弗·卡普秋（Jennifer Kupcho，1997年5月14日—）是美国职业高尔夫球手。 

## 业余生涯
她就讀威克森林大學三年級時，成為高尔夫本田運動獎的获得者。  大學四年級时，她在2019年赢得了首届奥古斯塔全国女子业余锦标赛。   她还赢得了2018年NCAA一級女子高爾夫錦標賽。她是世界排名第一的女子业余高尔夫球手，总共34周，在2018年7月11日首次登上榜首。

## 职业生涯
库普乔在2019年美国女子公开赛开始前转为职业选手。她在2018年11月通过LPGA资格赛，获得了美國女子職業高爾夫協會（LPGA）的邀請卡，但她推迟了比赛，直到她完成了她的大学生涯。  
她在2022年雪佛龍錦標賽中创造了54洞的纪录，在第三轮打出低于标准杆8杆的总成绩（200杆）和低于标准杆8杆的成绩。她以两杆的优势击败了之前的总成绩。她以两杆之差，擊敗杰西卡·科达，赢得比赛。 

## 外部連結
- 詹妮弗·卡普秋在女子高爾夫世界排名官方網站